# Alison Pill
Alison Elizabeth Pill (Toronto, 27 novembre 1985) è un'attrice canadese, nota per aver interpretato la dottoressa Agnes Jurati nella serie televisiva Star Trek: Picard e Myrtle Mayburn nella serie televisiva Hello Tomorrow!.

## Biografia
Nata a Toronto, in Canada, ha studiato alla Vaughan Road Academy. Inizia a lavorare per il teatro in varie produzioni Off-Broadway, come The Distance from Here di Neil LaBute, al fianco di Melissa Leo, Mark Webber e Anna Paquin. L'intero cast si aggiudica un Drama Desk Award nel 2004. Debutta a Broadway nel 2006 con The Lieutenant of Inishmore di Martin McDonagh, portato in scena al Lyceum Theater di New York, per il quale lo stesso anno viene candidata a un Tony Award come miglior attrice non protagonista in uno spettacolo. Successivamente recita nella commedia Off-Broadway Blackbird, al fianco di Jeff Daniels e interpreta l'ultima stagione di Mauritius.
Prende parte a numerose produzioni televisive, ma nel 2003 si fa notare nel film Schegge di April di Peter Hedges, successivamente recita nella commedia Quanto è difficile essere teenager! con Lindsay Lohan. Dopo aver recitato nella serie televisiva The Book of Daniel, ottiene una parte di rilievo nella commedia romantica L'amore secondo Dan. Nel 2008 fa parte del cast del film di Gus Van Sant Milk, e nello stesso anno torna a teatro portando in scena la commedia di Neil LaBute Reasons to be Pretty. Nel 2009 fa parte del cast della seconda stagione della serie televisiva In Treatment. Chiamata da Woody Allen, interpreta Zelda Fitzgerald in Midnight in Paris (2011).
Dal 2020 al 2022 è tra i protagonisti di Star Trek: Picard, settima serie televisiva live action del franchise di fantascienza Star Trek. L'attrice è nelle prime due stagioni della serie, uscendo di scena alla fine della seconda. Qui vi interpreta la dottoressa Agnes Jurati, ricercatrice dell'Istituto Daystrom, struttura che si occupa di studiare la vita artificiale, e amante di Bruce Maddox, che si unisce alla ciurma di Jean-Luc Picard (Patrick Stewart), in seguito a un'unione mentale con la vulcaniana infiltrata nella Flotta Stellare Oh (Tamlyn Tomita), che la convince di uccidere Maddox, azione per cui poi ne soffrirà i sensi di colpa. Nella seconda stagione, quando l'equipaggio de La Sirena ritorna indietro nel tempo fino al XXI secolo, verrà assimilata dalla Regina Borg (Annie Wersching), diventando a sua volta una nuova Regina Borg, ma non più ostile nei confronti della Federazione, cambiando l'attegiamento dei Borg da aggressivo a collaborativo.
Nel 2023 è nella serie retrofuturista di Apple TV+ Hello Tomorrow!, dove interpreta il personaggio coprotagonista di Myrtle Mayburn, convinta da Herb Porter (Dewshane Williams) della Brightside ad acquistare una multiproprietà sulla Luna, per la quale abbandona il marito fedifrago incendiando la propria casa, con la speranza di poter cambiare vita dall'oggi al domani, ma trovandosi parcheggiata in un Hotel a causa del lancio sulla Luna posticipato di sei mesi. In seguito medita vendetta e, alleatasi con il funzionario Lester Costopoulos (Matthew Maher), scopre con lui l'imbroglio che si cela dietro le operazioni commerciali della Brightside.

## Vita privata
È stata fidanzata dal dicembre 2010 al marzo 2013 con l'attore Jay Baruchel. Dopo quattro mesi di fidanzamento, nel maggio 2015 ha sposato l'attore Joshua Leonard, da cui ha avuto una figlia, Wilder Grace, nata nel 2016.

## Filmografia parziale

### Attrice

#### Cinema
- Skipped Parts, regia di Tamra Davis (2001)
- Schegge di April (Piece of April), regia di Peter Hedges (2003)
- Quanto è difficile essere teenager! (Confessions of a Teenage Drama Queen), regia di Sara Sugarman (2004)
- Dear Wendy, regia di Thomas Vinterberg (2005)
- L'amore secondo Dan (Dan in Real Life), regia di Peter Hedges (2007)
- Milk, regia di Gus Van Sant (2008)
- Scott Pilgrim vs. the World, regia di Edgar Wright (2010)
- Midnight in Paris, regia di Woody Allen (2011)
- Goon, regia di Michael Dowse (2011)
- To Rome with Love, regia di Woody Allen (2012)
- Snowpiercer, regia di Bong Joon-ho (2013)
- Cooties, regia di Jonathan Milott e Cary Murnion (2014)
- Zoom, regia di Pedro Morelli (2015)
- Ave, Cesare! (Hail, Caesar!), regia di Joel ed Ethan Coen (2016)
- Miss Sloane - Giochi di potere (Miss Sloane), regia di John Madden (2016)
- Goon: Last of the Enforcers, regia di Jay Baruchel (2017)
- A Modern Family (Ideal Home), regia di Andrew Fleming (2018)
- Vice - L'uomo nell'ombra (Vice), regia di Adam McKay (2018)
- All My Puny Sorrows, regia di Michael McGowan (2021)
- Trap, regia di M. Night Shyamalan (2024)
- Young Werther, regia di José Lourenço (2024)

#### Televisione
- PSI Factor (Psi Factor: Chronicles of the Paranormal) – serie TV, episodio 2x16 (1998)
- L'ultimo padrino (The Last Don II) – serie TV, episodio 1x01 (1998)
- Poltergeist (Poltergeist: The Legacy) – serie TV, episodio 4x16 (1999)
- Vi presento l'altro me (The Other Me), regia di Manny Coto – film TV (2000)
- Judy Garland (Life with Judy Garland: Me and My Shadows), regia di Robert Allan Ackerman - miniserie TV (2001)
- The Book of Daniel – serie TV, 8 episodi (2006)
- Law & Order: Criminal Intent – serie TV, episodio 5x15 (2006)
- CSI - Scena del crimine (CSI: Crime Scene Investigation) – serie TV, episodio 9x07 (2008)
- In Treatment – serie TV, 7 episodi (2009)
- I pilastri della Terra (The Pillars of the Earth), regia di Sergio Mimica-Gezzan – miniserie TV (2010)
- The Newsroom – serie TV, 25 episodi (2012-2014)
- Dinner with Friends with Brett Gelman and Friends, regia di Jason Woliner – speciale TV (2014)
- The Family – serie TV, 12 episodi (2016)
- American Horror Story – serie TV, 9 episodi (2017)
- Devs, regia di Alex Garland – miniserie TV (2020)
- Star Trek: Picard – serie TV, 20 episodi (2020-2022)
- Loro (Them) – serie TV, 8 episodi (2021)
- Hello Tomorrow! – serie TV, 10 episodi (2023)

### Doppiatrice

#### Cinema
- The Most Magnificent Thing, regia di Arna Selznick - cortometraggio (2019)

#### Televisione
- Anatole – serie animata, 5 episodi (1998)
- Redwall - serie animata, 13 episodi (1999)
- Redwall: The Movie, regia di Dean Howard - film TV (2000)
- Archer - serie animata, episodi 13x04-13x06-13x07 (2022)
- Scott Pilgrim - La serie (Scott Pilgrim Takes Off) - serie animata, episodio 1x01 (2023)

## Radio
- The Rubber Room - podcast (2022)

## Teatro
- None of the Above (2003)
- The Distance From Here (2004)
- On The Mountain (2005)
- The Lieutenant of Inishmore (2006)
- Blackbird (2007)
- Mauritius (2007)
- Reasons to be Pretty (2008)
- The Miracle Worker (2010)
- The Wide Night (2010)
- The House of Blue Leaves (2011)
- Wait Until Dark (2013)
- Tre donne alte (2018)
- Zio Vanja (2024)

## Riconoscimenti (parziale)
- Drama Desk Award
  - 2004 - Outstanding Ensemble Performances per The Distance from Here (condiviso con altri)
- Tony Award
  - 2006 - Candidata alla miglior attrice non protagonista in un'opera teatrale per The Lieutenant of Inishmore

## Doppiatrici italiane
Nelle versioni in italiano delle opere in cui ha recitato, Alison Pill è stata doppiata da:
- Federica De Bortoli in Scott Pilgrim vs. the World, The Newsroom, Ave, Cesare!, Miss Sloane - Giochi di potere, American Horror Story, Star Trek: Picard, Hello Tomorrow!, Trap
- Emanuela Damasio in Schegge di April, In Treatment
- Domitilla D'Amico in Quanto è difficile essere teenager!, CSI - Scena del crimine
- Valentina Mari in To Rome with Love, The Family
- Alessia Amendola in Midnight in Paris
- Letizia Ciampa ne L'amore secondo Dan
- Barbara De Bortoli in Milk
- Eleonora Reti in Dear Wendy
- Letizia Scifoni ne I pilastri della Terra
- Roberta De Roberto in Snowpiercer
- Anna Maria Tulli in Anatole
- Benedetta Degli Innocenti in Goon: Last of The Enforcers
- Veronica Puccio in A Modern Family
- Erica Necci in Vice - L'uomo nell'ombra
- Lavinia Paladino in Loro